# Lingua anglo-normanna
La lingua anglo-normanna è una particolare varietà della lingua normanna, un idioma galloromanzo del ceppo d'oïl parlato originariamente nella Francia nord-occidentale, formatasi nel Regno d'Inghilterra dopo la conquista normanna ad opera di Guglielmo di Normandia nel 1066. I discendenti degli invasori - e dunque locutori della suddetta lingua - sono detti appunto anglo-normanni. 
Secondo alcuni linguisti e filologi, sarebbe più opportuno sostituire l'etichetta di "anglo-normanno" con quella di francese insulare, in quanto il nome "anglo-normanno" lascia pensare a una lingua mista di origine inglese e normanna, che in realtà non è mai esistita.

## Storia
L'anglonormanno fu la lingua ufficiale d'Inghilterra fino alla fine del XIV secolo, essendo stata la lingua madre dei monarchi e della maggior parte della nobiltà, oltreché l'idioma adoperato dalla corte per redigere i documenti ufficiali e, presso anche la popolazione indigena, per lo svolgimento delle attività commerciali, fino a quel periodo.
Edoardo I (1272-1307) e suo figlio Edoardo II (1307-1327) furono i primi monarchi del regno ad apprendere la lingua inglese media; Riccardo II (1377-1399) fu poi l'ultimo monarca di lingua madre anglo-normanna, mentre il suo successore, Enrico IV (1399-1413), fu invece il primo monarca d'Inghilterra di lingua madre inglese. Durante il regno di suo figlio Enrico V (1413-1422) poi, la lingua ufficiale tanto del regno quanto della corte e della nobiltà varia divenne definitivamente l'inglese. Proprio in virtù del suo essere stato per circa tre secoli e mezzo la lingua ufficiale e di prestigio della Gran Bretagna, l'anglo-normanno ha lasciato di conseguenza una notevole quantità di termini nel vocabolario dell'inglese moderno.